# 吉穆
吉穆（きっぽく、？〜218年？）は、三国志演義に登場する人物。吉平の次男。兄に吉邈。字は思然。

## 演義での吉穆
吉平の次男であり、韋晃、耿紀、金禕らが起こした曹操への許都での反乱に兄と参加したが、夏侯惇に兄と共々切られた。

## 正史での吉穆
正史では、兄吉邈とともに父吉平の反乱に参加した。